# Maranville
Maranville település Franciaországban, Haute-Marne megyében. Lakosainak száma 402 fő (2022. január 1.). Maranville Juvancourt, Longchamp-sur-Aujon, Aizanville, Cirfontaines-en-Azois, Lavilleneuve-au-Roi, Montheries, Rennepont és Vaudrémont községekkel határos.

## Népesség
A település népességének változása:
| Lakosok száma | 449  | 487  | 479  | 469  | 431  | 422  | 410  | 403  | 400  | 402  |
|               | 1968 | 1982 | 1990 | 2006 | 2013 | 2015 | 2017 | 2019 | 2020 | 2022 |